# Краснополье (Оренбургская область)
Краснопо́лье — село в Переволоцком районе Оренбургской области. Входит в состав Родничнодольского сельсовета.

## История
В 1966 году указом Президиума Верховного Совета РСФСР посёлку отделения № 4 совхоза «Сыртинский» присвоено наименование село Краснополье.

## Население
| 2010 |
| ---- |
| 150  |

## Улицы
- ул. Западная,
- ул. Набережная,
- ул. Центральная.